# 2019 em Portugal
Lista dos principais acontecimentos no ano 2019 em Portugal.

## Incumbentes
- Presidente da República: Marcelo Rebelo de Sousa
- Primeiro-Ministro de Portugal: António Costa (XXI–XXII Governos Constitucionais)
- Presidente da Assembleia da República de Portugal: Eduardo Ferro Rodrigues (XIII–XIV Legislaturas)
  - Presidente do Governo Regional dos Açores: Vasco Cordeiro (XI Governo Regional)
  - Presidente do Governo Regional da Madeira: Miguel Albuquerque (XII–XIII Governos Regionais)

## Eventos

### Janeiro
- 7 de janeiro — Estreia d'O Programa da Cristina, na SIC. O primeiro episódio consegue 655 500 espetadores em média (correspondente a 6,9% de rating) e 40,6% de share, valores históricos de audiência.[1][2] No programa, a apresentadora Cristina Ferreira é surpreendida com uma chamada em direto do Presidente da República, Marcelo Rebelo de Sousa, felicitando-a.
- 11 de janeiro — Em conferência no Centro Cultural de Belém, Luís Montenegro desafia a liderança de Rui Rio no PSD, convidando-o a marcar eleições diretas e apresentando disponibilidade para se candidatar de imediato à posição de Líder da Oposição, provocando uma crise dentro do partido.[3]
- 14 de janeiro — Depois de mais de um ano de interregno, estreia a quinta temporada de Mixórdia de Temáticas ("Série Alves Fernandes"), programa de Ricardo Araújo Pereira na Rádio Comercial.[4]
- 15 de janeiro — Lançamento do projeto "Portugal: Arte e Património" da Google Arts & Culture, uma colaboração entre a Google, o Ministério da Cultura e a Direcção-Geral do Património Cultural, que disponibiliza online e em alta resolução três mil obras do património cultural português.[5]

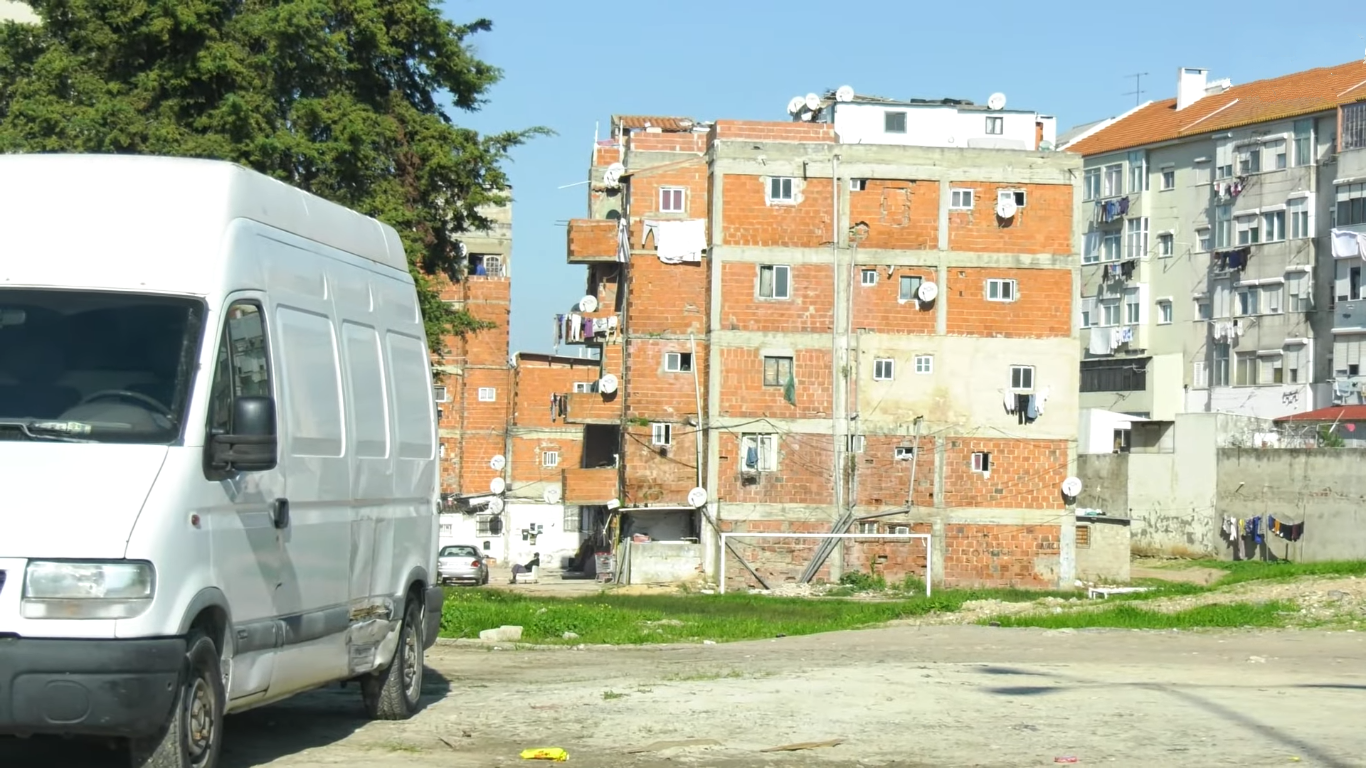
Vista do Bairro da Jamaica

- 20 de janeiro — Um vídeo amador mostrando uma intervenção policial no bairro de Vale de Chícaros (mais conhecido por "Bairro da Jamaica"), no concelho do Seixal é publicado na rede social Facebook e, depois, em vários órgãos de comunicação social. Os autores do vídeo falam em racismo e em violência policial; o caso ganha grandes proporções junto da opinião pública.[6]
- 21 de janeiro — Eclipse lunar total, coincidente com uma superlua, visível em todo o país.
- 22 de janeiro — O FC Porto derrota o Benfica por 3-1 na semi-final da Taça da Liga. O jogo foi marcado por erros de arbitragem que causaram grande polémica no futebol português.
- 26 de janeiro — O Sporting vence o FC Porto nas grandes penalidades na final da Taça da Liga por 3-1. O Porto esteve em vantagem aos 79 minutos com um golo de Fernando Andrade mas Bas Dost empatou aos 90 minutos por penálti. O Sporting ganha pela segunda vez consecutiva esta competição.

### Fevereiro
- 4 de fevereiro — No contexto da crise presidencial na Venezuela, o Governo de Portugal reconhece a presidência interina de Juan Guaidó, encarregado de convocar novas eleições livres.[7]
- 20 de fevereiro — Debate na Assembleia da República duma moção de censura apresentada pelo CDS-PP ao XXI Governo Constitucional, que é chumbada com os votos do PS, BE, PCP, PEV e PAN.[8]

### Março
- 3 de março — Conan Osíris vence o Festival RTP da Canção 2019 com o tema Telemóveis.[9]
- 7 de março — Dia de luto nacional em homenagem às vítimas de violência doméstica e às suas famílias, no mesmo dia em que o Governo cria uma equipa técnica multidisciplinar para a melhoria da prevenção e combate a este fenómeno.[10]
- 7 de março — Estreia do filme Snu, de Patrícia Sequeira, sobre a história de amor entre Snu Abecassis e Francisco Sá Carneiro, com Inês Castel-Branco e Pedro Almendra nos papéis principais. Torna-se no filme português mais visto do ano, até à estreia de Variações, em agosto.

### Abril
- 15–c.23 de abril — Greve dos motoristas de matérias perigosas (15–18 de abril) e crise energética (16[11]–c. 23 de abril). Em 15 de abril, os motoristas de matérias perigosas iniciaram uma greve por tempo indeterminado,[12] para reivindicar um aumento dos salários e melhores condições de trabalho.[13] No dia seguinte, os aeroportos de Lisboa e Faro foram obrigados a recorrer às reservas de emergência[14] e faltou combustível em centenas de bombas de gasolina do país,[14] formando-se longas filas nas bombas ainda com reservas.[15] Em 16 de abril, o governo aprovou a requisição civil dos grevistas, considerando que não estavam a ser cumpridos os serviços mínimos definidos antes da greve,[16] os quais tinham como objetivo manter o fornecimento normal de combustível a infraestruturas como hospitais, bombeiros e aeroportos e a 40% das bombas de gasolina das áreas metropolitanas de Lisboa e Porto.[17] Em 17 de abril, cerca de 1200 postos de combustível portugueses (40% do total) estavam inativos ou à beira da rutura de stock,[18] e houve supressões em alguns transportes públicos, como os autocarros da TST.[19] Ao fim desse dia, o governo alargou os serviços mínimos a todo o país e classificou 310 postos de combustível espalhados pelo país (10% da rede) como postos prioritários, os quais permitiriam abastecer entidades como as forças de segurança e serviços de emergência médica assim como o público em geral; o governo instituiu um racionamento de 15L para o público em geral.[20][21] A greve terminou na manhã de 18 de abril, na sequência de um acordo entre o Sindicato Nacional de Motoristas de Matérias Perigosas (SNMMP) e a Associação Nacional de Transportadores Rodoviários de Mercadorias (ANTRAM), com a moderação do governo.[22] Por essa altura, cerca de 80% dos postos de combustível estavam inativos ou em situação de pré-rutura.[23] Na altura, previa-se que a situação retornasse ao normal entre 2 a 5 dias,[24] mantendo-se inicialmente o racionamento.[25] Em 22 de abril, a Galp e a Prio já tinham a situação normalizada em toda a sua rede de postos de combustível e a BP em 90% da sua rede; na altura, a Associação Portuguesa de Empresas Petrolíferas (APETRO) esperava que a situação estaria normalizada em todo o país em 23 de abril.[26]
- 17 de abril — Um autocarro de turismo despista-se no Caniço, em Santa Cruz na Madeira, tombando sobre uma habitação e provocando 29 vítimas mortais, todas de nacionalidade alemã.[27] O Governo decreta três dias de luto nacional.[28]
- 27 de abril — Um incêndio destrói a casa onde, em 1799, nasceu Almeida Garrett em Miragaia, no Porto.[29]

### Maio
- 2 de maio — Os deputados do PSD, CDS, BE e PCP aprovam, na especialidade, na Comissão de Educação e Ciência da Assembleia da República, o descongelamento integral das carreiras dos professores — os nove anos, quatro meses e dois dias exigidos pelos sindicatos. No dia seguinte, o Primeiro-Ministro António Costa declara que a iniciativa parlamentar condicionaria fortemente a governação futura e que a sua aprovação final global obrigará o Governo a apresentar a demissão.[30]
- 26 de maio — Eleições europeias. Atinge-se um nível recorde de abstenção eleitoral (69,3%). O PAN, consegue eleger pela primeira vez um eurodeputado, trazendo efeito-surpresa ao xadrez político; tanto a direita (PSD e CDS) como a esquerda (CDU) sofrem derrotas assinaláveis, mantendo o PS a liderança e ganhando mais um assento parlamentar.

### Junho
- 4 de junho — Dia de luto nacional coincidente com as exéquias de Agustina Bessa-Luís, na Sé do Porto.

### Agosto
- 22 de agosto — Estreia do filme Variações, longa-metragem de João Maia sobre o cantor António Variações, com Sérgio Praia no papel principal. Só na semana de estreia, o filme torna-se no filme português mais visto desse ano.[31]

### Setembro
- 22 de setembro — Eleições regionais na Madeira. Vitória por maioria relativa do PSD, liderado na Madeira por Miguel Albuquerque; é a primeira vez desde as primeiras eleições regionais, em 1976, que o partido não atinge a maioria absoluta.

### Outubro
- 5 de outubro — Dia de luto nacional coincidente com as exéquias de Diogo Freitas do Amaral, no Mosteiro dos Jerónimos.
- 5 de outubro — José Tolentino Mendonça é criado cardeal (com o titulus de Santi Domenico e Sisto) pelo Papa Francisco, no decurso do Consistório Ordinário Público de 2019.
- 6 de outubro — Eleições legislativas. Vitória do Partido Socialista; pesada derrota do Partido Social Democrata e do CDS – Partido Popular, condicionando a demissão da líder deste último, Assunção Cristas. Estreia parlamentar de três novos partidos: a Iniciativa Liberal, o CHEGA!, e o LIVRE, cada um elegendo um deputado.

### Novembro
- 9 de novembro — Carlos do Carmo dá o último concerto da sua carreira, no Coliseu dos Recreios. O espetáculo esteve esgotado, e contou com a presença de altas individualidades, como o Presidente Marcelo Rebelo de Sousa, o Primeiro-Ministro António Costa, e o Secretário-Geral das Nações Unidas António Guterres. No final do concerto, entre aplausos de pé, foi condecorado com a Medalha de Mérito Cultural e com a Chave de Honra da Cidade de Lisboa.[32][33]
- 28 de novembro — Portugal é escolhido como melhor destino turístico do mundo, pelo terceiro ano consecutivo, na cerimónia dos World Travel Awards, que decorreu em Muscat, no Omã. Também galardoados são Lisboa ("O melhor destino 'city break' do mundo"), a Madeira ("O melhor destino insular do mundo") e os Passadiços do Paiva ("A melhor atração turística do mundo no segmento de aventura").[34]

### Dezembro
- 3 de dezembro — Depois de atravessar o Atlântico no catamarã La Vagabonde, a ativista ambientalista sueca Greta Thunberg chega a Lisboa, onde fica alguns dias antes de seguir para Madrid, para a Conferência das Nações Unidas sobre as Mudanças Climáticas. A jovem é recebida na Doca de Santo Amaro por dezenas de ativistas, por Fernando Medina (Presidente da Câmara Municipal de Lisboa), e por um grupo de deputados.[35]
- 18 de dezembro — A depressão Elsa atinge o país, com ventos intensos, agitação marítima, e chuva forte, começando na região norte e centro e progredindo para sul nos dois dias que se seguiram. A instabilidade do tempo mantém-se com a chegada da depressão Fabien, de menor intensidade, no dia 21. Registam-se cheias importantes nas bacias hidrográficas dos rios Tâmega, Mondego, Águeda, Douro e Lima, e muitos estragos.

## Economia
Abaixo apresentam-se alguns dados estatísticos e estimativas relacionados com a atividade económica em Portugal.
| 1.º trimestre        | 2.º trimestre | 3.º trimestre | 4.º trimestre | Anual |
| -------------------- | ------------- | ------------- | ------------- | ----- |
| —                    | —             | —             | —             | —     |
| Fontes: INE, Pordata |               |               |               |       |

| Portugal continental             | R.A. Açores | R.A. Madeira | Anual      |
| -------------------------------- | ----------- | ------------ | ---------- |
| 600,00 €                         | 630,00 €    | 615,00 €     | x 14 meses |
| Fontes: INE, Pordata, DGERT/MTSS |             |              |            |

Variação do Produto Interno Bruto (PIB)
| Taxa de variação homóloga do Produto Interno Bruto (PIB), em % Dados encadeados em volume (ano de referência: 2011) | Taxa de variação homóloga do Produto Interno Bruto (PIB), em % Dados encadeados em volume (ano de referência: 2011) | Taxa de variação homóloga do Produto Interno Bruto (PIB), em % Dados encadeados em volume (ano de referência: 2011) | Taxa de variação homóloga do Produto Interno Bruto (PIB), em % Dados encadeados em volume (ano de referência: 2011) | Taxa de variação homóloga do Produto Interno Bruto (PIB), em % Dados encadeados em volume (ano de referência: 2011) |
| 1.º trimestre | 2.º trimestre | 3.º trimestre | 4.º trimestre | Anual |
| --- | --- | --- | --- | --- |
| — | — | — | — | — |
| Fonte: INE 2017 | | | | |

## Desporto

### Andebol
- Campeonato Português de Andebol de 2018–19

### Automobilismo
- Campeonato Nacional de Ralis
- Campeonato Nacional de Todo–o–Terreno
- Campeonato Nacional de Velocidade
- Campeonato Nacional de Montanha
- Rali de Portugal
- Rali Vinho da Madeira

### Basquetebol
- Campeonato Português de Basquetebol de 2018–19

### Ciclismo
- Volta a Portugal
- Volta ao Alentejo
- Volta ao Algarve
- GP de Torres Vedras

### Futebol
- Primeira Liga de 2018–19
- Segunda Liga de 2018–19
- Taça de Portugal de 2018–19
- Taça da Liga de 2018–19
- Supertaça Cândido de Oliveira de 2019
- Campeonato Nacional de Seniores de 2018–19

### Hóquei em patins
- Campeonato Português de Hóquei em Patins de 2018–19
- Taça de Portugal de Hóquei em Patins de 2018–19

## Mortes

### Janeiro

Francisco de Oliveira Dias

- 14 — Francisco de Oliveira Dias, político, ex-Presidente da Assembleia da República (n. 1930)[40]
- 14 — Ana Maria Freitas, investigadora pessoana (n. 1948)[41]
- 17 — Maria José Nunes, jornalista (n. 1954)
- 24 — Zé Manel, cartunista e criador de banda desenhada (n. 1944)
- 24 — Altino Pinto de Magalhães, militar que presidiu à Junta Regional dos Açores após o 25 de Abril (n. 1922)
- 29 — Rui Caeiro, poeta, tradutor e editor (n. 1943)[42]

### Fevereiro
- 3 — Octávio Matos, ator (n. 1939)[43]
- 4 — António Passos Coelho, médico, autor, e antigo dirigente do PSD (n. 1926)[44]
- 8 — Cremilda Gil, atriz (n. 1927)
- 13 — José Manuel Barreto, fadista (n. 1943)
- 21 — Sequeira Costa, pianista (n. 1929)[45]
- 22 — Arnaldo Matos, advogado e fundador do PCTP/MRPP (n. 1939)[46]
- 22 — Célia de Sousa, atriz (n. 1945)
- 23 — João Bigotte Chorão, ensaísta e crítico literário (n. 1933)[47]

### Março
- 14 — Augusto Cid, caricaturista e ilustrador (n. 1941)
- 24 — Manuel Graça Dias, arquiteto (n. 1953)[48]
- 30 — Anna Mascolo, bailarina, professora e coreógrafa (n. 1930)[49]

### Abril
- 11 — Dina, cantora (n. 1956)[50]
- 13 — Francisco Amaral, radialista, apresentador do programa de rádio Íntima Fracção (n. 1951)[51]
- 15 — Maria Alberta Menéres, jornalista e escritora (n. 1930)[52]
- 23 — António Santos Júnior, antigo reitor da Universidade de Évora, entre 1987 e 1994 (n. 1925)[53]
- 25 — Ângelo Azevedo, antigo Presidente da Câmara de Oliveira de Azeméis (n. 1936)[54]
- 29 — José de Almeida Fernandes, biólogo pioneiro das políticas públicas de ambiente em Portugal (n. 1931)[55]

### Maio
- 2 — Luciano Barbosa, vocalista dos Repórter Estrábico (n. 1958/9)[56]

### Junho
- 3 — Agustina Bessa-Luís, escritora (n. 1922)[57]

### Julho
- 18 — André Bradford, eurodeputado e dirigente do PS/Açores (n. 1970)[58]
- 21 — Isabel Wolmar, locutora de continuidade e apresentadora de televisão (n. 1933)[59]

### Agosto
- 7 — Rui Rechena, baixista dos Amor Electro (n. 1966)[60]
- 16 — Alexandre Soares dos Santos, empresário (n. 1934)[61]
- 24 — Jorge Leite, ex-deputado do PCP e especialista em Direito do Trabalho[62]

### Setembro
- 7 — Eduardo Beauté, cabeleireiro (n. 1967)[63]
- 8 — Fernando Grade, artista plástico (n. 1955)[64]
- 9 — André Gonçalves Pereira, advogado e antigo Ministro dos Negócios Estrangeiros (n. 1936)[65]
- 9 — Carlos Lacerda, ator (n. 1947)[66]
- 15 — Roberto Leal, cantor (n. 1951)[67]

### Outubro

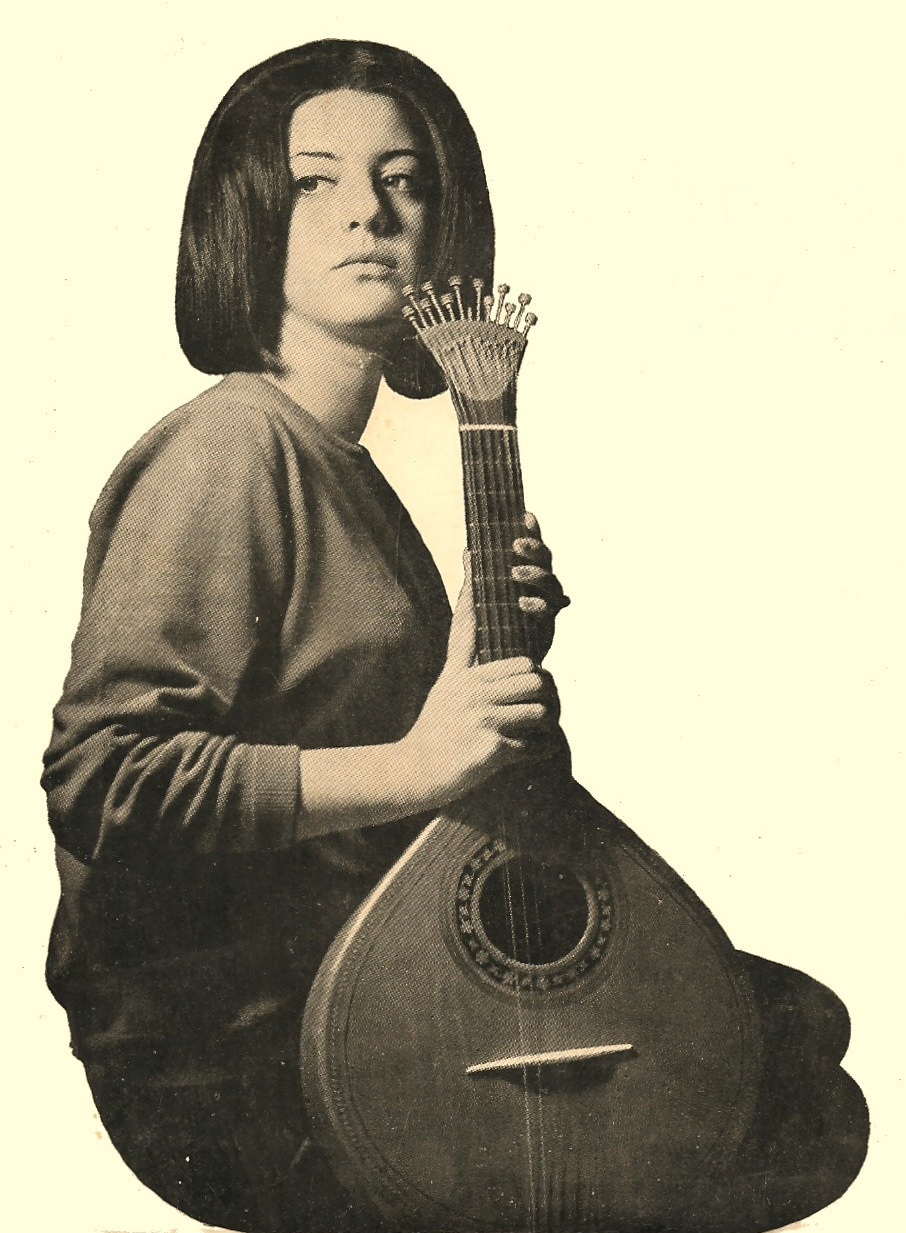
Teresa Tarouca

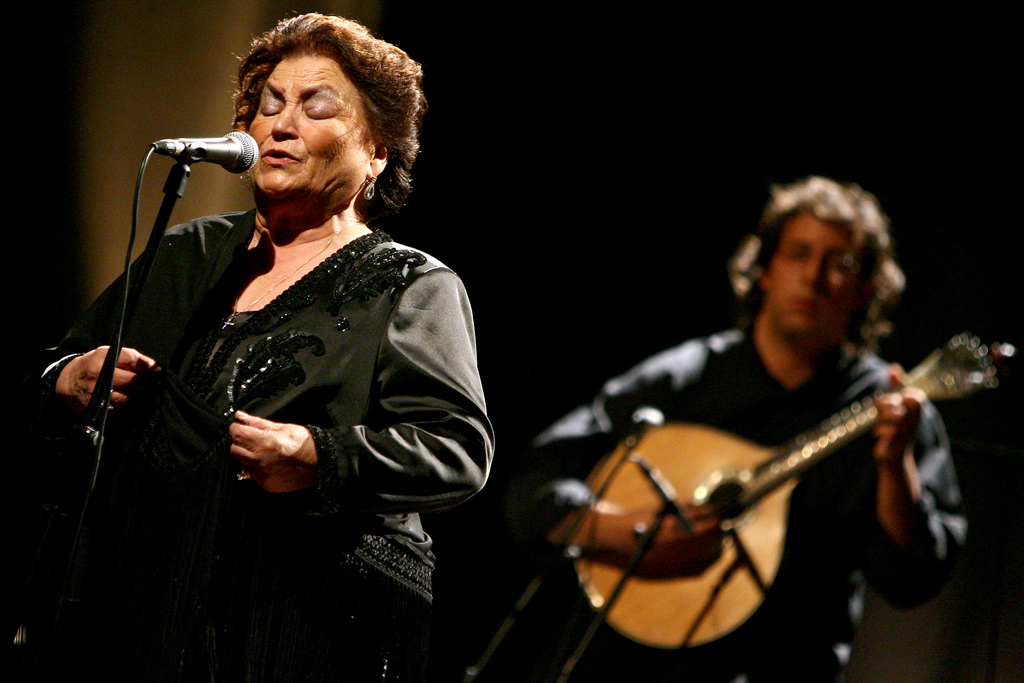
Argentina Santos

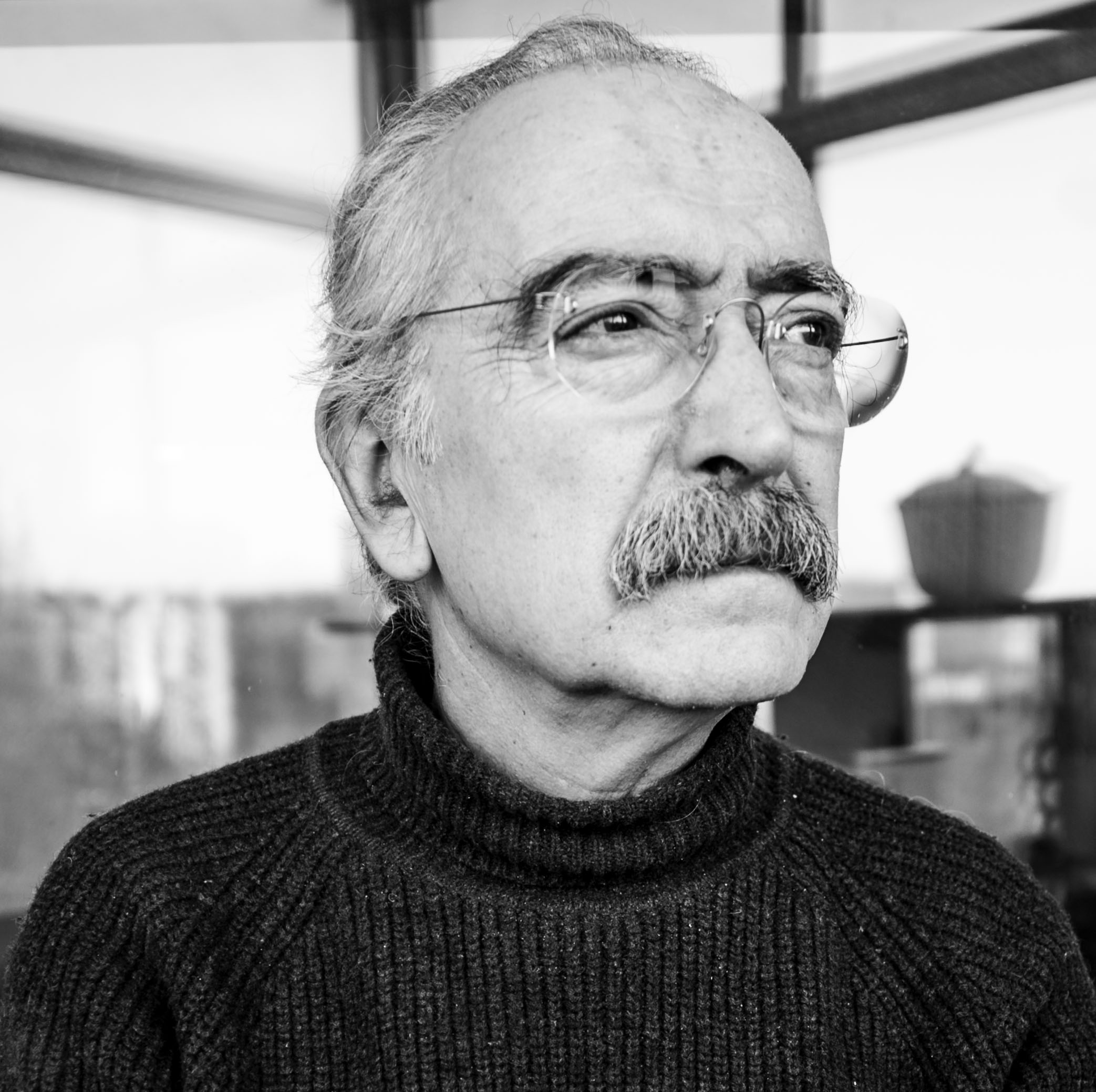
José Mário Branco

- 3 — Diogo Freitas do Amaral, antigo presidente e fundador do CDS (n. 1941)[68]
- 5 — Manuel Ferreira de Oliveira, empresário e ex-CEO da Galp (n. 1948)[69]
- 8 — Avelino Ferreira Torres, ex-autarca de Marco de Canaveses (n. 1945)[70]

### Novembro
- 11 — Teresa Tarouca, fadista (n. 1942)[71]
- 18 — Argentina Santos, fadista (n. 1924)[72]
- 19 — José Mário Branco, músico e compositor (n. 1942)[73]
- 30 — Domingos Piedade, empresário e piloto de automóveis (n. 1944)[74]

### Dezembro
- 3 — Carlos Amaral Dias, psicanalista (n. 1946)[75]
- c. 10 — José Lopes, ator (n. 1958)[76]